# Brama Lidzbarska w Bartoszycach
Brama Lidzbarska w Bartoszycach (niem. Heilsberger Tor) – jedyna zachowana pozostałość murów miejskich, wybudowana w 1468 w stylu gotyckim, kilkukrotnie przebudowywana. Jedna z dominant w panoramie miasta.

## Położenie
Brama znajduje się w Bartoszycach w województwie warmińsko-mazurskim około 71 km na północ od Olsztyna. Położona jest w południowo-zachodniej części zabytkowego kompleksu Starego Miasta Bartoszyce.

## Historia
Brama Lidzbarska jest najstarszym świeckim, nie licząc bartoszyckich bab pruskich – zakwalifikowanych jako zabytek archeologiczny, zabytkiem w Bartoszycach.
Wybudowana prawdopodobnie w 1468 jako część średniowiecznych obwarowań miejskich, które zaczęto wznosić w 1353, a którymi już od XIV wieku otoczono miasto. Była jedną z trzech bram, obok Królewieckiej i Sąteczeńskiej (Młyńskiej).
Bramę na przestrzeni wieków wyposażono w dwa dzwony. Większy, ozdobiony liściem akantu oraz tarczą herbową z literami N.S., pochodzi z 1517 roku. Pierwotnie znajdował się w wieży bartoszyckiego ratusza, po którego zburzeniu w 1819 roku został przeniesiony do bramy. Mniejszy natomiast, zdobiony ornamentem rocaille, został odlany w 1767 roku.
W wieku XVIII wielokrotnie rozbudowywana, a w XIX wieku przerobiono obiekt na więzienie, które w murach bramy funkcjonowało od 1881 roku. Przypuszcza się, iż dzięki temu bramy nie rozebrano gdy przestała pełnić swą pierwotną funkcję.
W okresie powojennym, nieznacznie zniszczona i odbudowana nie pełniła żadnej publicznej funkcji, w latach 90. znajdował się w niej obiekt gastronomiczny. Obecnie brama pozostaje w bardzo dobrym stanie.

## Architektura
Brama Lidzbarska w Bartoszycach reprezentuje styl gotycki i jest wzniesiona z charakterystycznej czerwonej cegły z licznymi białymi wstawkami. Podobna jest do okolicznych kościołów wiejskich wzniesionych w okresie średniowiecza.
Wieża bramy jest kilkukondygnacyjna o nierównych kondygnacjach i symetrycznie rozmieszczonych, charakterystycznych małych oknach, które były wielokrotnie przebudowywane i przerabiane w XVIII i XIX. Znajdują się one w stożkowatych, gładkich i tynkowanych na biało wnękach.
Brama jest częściowo zintegrowana z przylegającymi do niej zabytkowymi mieszczańskimi kamienicami, które pełnią mieszkalno- usługowe funkcje.
Wnętrze bramy, które przez wieki było wielokrotnie przebudowywane, modernizowane i tynkowane obecnie nie posiada cech zabytkowych.

## Zabytek
W 1967 roku Brama Lidzbarska została wpisana do rejestru zabytków nieruchomych pod nr 753 (B/16) z 28 listopada 1967.